# Celest & Charles
Celest & Charles je česká popová hudební skupina. Vznikla v roce 2019 a pochází z Prahy. Zakladatelé, frontmani a zpěváci jsou Celestina Vaverková a Karel Fořt.

## Historie
Skupina vznikla v roce 2019 spojením přezdívek zpěváků Celestiny Vaverkové (Celest) a Karla Fořta (Charles). Oba zpěváci v té době opustili své dosavadní hudební projekty s cílem věnovat se vlastní autorské tvorbě. Oslovili své přátele muzikanty a založili tak společně novou desetičlennou hudební skupinu Celest & Charles.
Autorem převážné většiny skladeb je zpěvák Karel Fořt, syn hudebníka Pavla Fořta. Tvorba kapely se pohybuje mezi žánry funk, disco a r&b, a je postavena na českých textech, ve kterých se prolínají melodický zpěv a rap.

### Skladba Miluju Disco
16. července 2021 vydala skupina debutový singl „Miluju Disco". Ke skladbě byl vydán videoklip, který režíroval Tomáš Krejčí a hlavní roli v něm obsadil herec a tanečník Oskar Hes. Skladba dále vyšla na konci stejného roku jako součást EP Singularita hitparád.

### Skladba Lipno
V březnu 2022 se skupina účastnila hitparády Startér rádia Wave se skladbou „Nechoď pryč". Skladba se v hitparádě udržela po dobu 5 týdnů díky hlasování posluchačů, nicméně získala řadu nelichotivých označení ze strany moderátorů Jonáše Zbořila a Jakuba Kaifosze.
Zpěvák skupiny Karel Fořt se rozhodl ta nejzajímavější označení zhudebnit, a tak vznikla satirická píseň „Lipno". Byla vydána 12. srpna 2022 a jako host na ní účinkuje DJ Fatte. Skladba dále vyšla v roce 2023 jako součást alba Popkorn.
V roce 2024 si skupina Divokej Bill vybrala Celest & Charles jako hosty svého letního turné.

### Album KLID!
V červnu 2025 kapela vydala třetí studiové album KLID!, na kterém se objevuje 11 písní v češtině. Album mixoval americký producent John Fields v USA, známý spoluprací například s Cory Wongem nebo Miley Cyrus. Analogový mastering probíhal v pražském Rooftop studiu pod vedením Ondřeje Žatkuliaka.
K albu vyšly 4 tematicky navazující videoklipy a bylo fanoušky podpořeno crowdfundingovou kampaní na Donio, ve které kapela vybrala přes 88 tisíc korun. V písni „Zlomit hůl to ne" hostuje herec a zpěvák Šimon Bilina, píseň „Klid" nasadilo rádio RockZone 105,9 do hitparády Česká desítka.

## Diskografie

### Alba
- Singularita hitparád (2021)
- Popkorn (2023)
- KLID! (2025)

### Singly
- Miluju Disco (2021)
- Lipno (2022)
- Používáním to neubejvá (2022)
- Pan prezident (2023)
- Svatozář (2025)
- Doufám, že tam přijdu pozdě (2025)
- Zlomit hůl to ne (2025)
- Klid (2025)

## Členové
- Celestina Vaverková - zpěv
- Karel Fořt - zpěv
- Adam Bednář - baryton saxofon
- Anna Hořejší - alt saxofon
- Ivča Kejzlarová - basová kytara
- Jan Kolář - trubka
- Kateřina Pohlová - klávesy
- Ondřej Jelínek - bicí
- Radek Valenta - elektrická kytara
- Tomáš Kozák - tenor saxofon

## Externí Odkazy
- Oficiální stránky
- Celest & Charles na Facebooku
- Celest & Charles na Instagramu
- Celest & Charles na YouTube